# Devi volerti bene
Devi volerti bene è un singolo dalla cantante italiana Irene Grandi, pubblicato il 19 giugno 2020 come terzo estratto dal dodicesimo album in studio Grandissimo.

## Descrizione
Il tema principale è l’importanza di amare, accettare e rispettare se stessi. A tal proposito la cantante ha dichiarato : 
In questo strano periodo in cui a causa del Covid-19 ci siamo dovuti tutti fermare mettendo in discussione molti aspetti della nostra vita,-ha proseguito l’artista- abbiamo avuto anche modo di fermarci a riflettere su noi stessi e i nostri affetti, le nostre abitudini, il nostro lavoro, i nostri sogni e le nostre risorse interiori. Ne stiamo uscendo un po’ pestati ma anche più consapevoli di ciò che è importante, come l’amicizia, la solidarietà, la condivisione, la coscienza di essere tutti collegati e che ognuno di noi può fare delle scelte più responsabili per costruire un nuovo percorso”.»

## Classifiche
| Classifica (2020)         | Posizione massima |
| ------------------------- | ----------------- |
| Italia (airplay italiane) | 37                |